# Файнберг, Евгений Львович
Евгений Львович Файнберг (6 (19) марта 1904, Путивль  Курская губерния — 26 октября 1937, Москва) — видный деятель ВЛКСМ и ВКП(б), организатор молодежного движения.

## Биография
Родился в семье зубного врача. Обучался в Путивльском уездном реальном училище, которое не окончил.
В комсомоле с 15 марта 1920. В том же году стал членом РКП(б).
Участник Гражданской войны. В мае — августе 1920 — политбоец в частях РККА Западного фронта.
В 1920 — заведующий отделом политпросвета Путивльского укома РКСМ, с 1922 по май 1923 — секретарь Курского укома, горкома, губкома РКСМ.
С 1923 по 1924 — на партийной работе в Казахстане.
Затем до апреля 1925 руководил агитационно-пропагандистским отделом Казакского краевого комитета РКСМ — РЛКСМ (Казакская АССР), в 1925 — марте 1926 — заведующий подотделом национальных меньшинств ЦК РЛКСМ.
С июня 1926 по июнь 1927 — ответственный инструктор ЦК ВЛКСМ. Позже до января 1928 был заместителем заведующего Организационным отделом ЦК ВЛКСМ.
С января 1928 по июль 1929 работал ответственным секретарём ЦК ЛКСМ Узбекистана
С 16.5.1928 по 28.8.1937 — член ЦК ВЛКСМ.
В 1929—1930 — член редакционной коллегии газеты «Комсомольская правда»
В 1930—1932 работал заведующим Отделом Бакинского городского комитета КП(б) Азербайджана
Затем, назначен заведующим организационно-инструкторским отделом Бакинского городского комитета КП(б) Азербайджана.
До сентября 1933 — секретарь ЦК КП(б) Азербайджана по транспорту
С июня 1933 по март 1935 — начальник политотдела Казанской железной дороги.
С марта 1935 по июль 1937 — секретарь ЦК ВЛКСМ по печати.
С 17.6.1935 по 28.8.1937 избирался членом Бюро ЦК ВЛКСМ.
Арестован 09.07.1937 по обвинению в	участии в контрреволюционной организации.
Расстрелян 26.10.1937.
Реабилитирован	11.04.1956 определением Военной коллегии Верховного суда СССР.